# Пол, Терренс
Терренс Майкл «Терри» Пол (англ. Terrence Michael "Terry" Paul; род. 14 сентября 1964, Оквилл, Онтарио) — канадский гребной рулевой, выступавший за сборную Канады по академической гребле в период 1986—1992 годов. Чемпион летних Олимпийских игр в Барселоне, дважды серебряный призёр чемпионатов мира, победитель и призёр регат национального значения. Также известен как тренер по гребле.

## Биография
Терренс Пол родился 14 сентября 1964 года в городе Оквилл провинции Онтарио, Канада.
Во время учёбы в старшей школе играл в баскетбол, но в 1979 году решил стать рулевым в академической гребле, поскольку эта роль хорошо подходила для его небольшой комплекции. В период 1983—1987 годов в качестве рулевого выступал за команду Университета Брока «Брок Баджерс» в Сент-Катаринсе, неоднократно принимал участие в различных студенческих регатах.
Дебютировал на взрослом международном уровне в сезоне 1986 года, когда вошёл в основной состав канадской национальной сборной и выступил на чемпионате мира в Ноттингеме, где в зачёте распашных рулевых двоек занял итоговое восьмое место.
На мировом первенстве 1987 года в Копенгагене стал четвёртым в рулевых четвёрках.
Благодаря череде удачных выступлений удостоился права защищать честь страны на летних Олимпийских играх 1988 года в Сеуле, здесь в четвёрках сумел квалифицироваться лишь в утешительный финал В и расположился в итоговом протоколе соревнований на девятой строке.
После сеульской Олимпиады Пол остался в составе гребной команды Канады на ещё один олимпийский цикл и продолжил принимать участие в крупнейших международных регатах. Так, 1989 году в четвёрках он закрыл десятку сильнейших на чемпионате мира в Бледе.
На мировых первенствах 1990 года в Тасмании и 1991 года в Вене дважды подряд становился серебряным призёром в восьмёрках.
Находясь в числе лидеров канадской национальной сборной, благополучно прошёл отбор на Олимпийские игры 1992 года в Барселоне. На сей раз в программе восьмёрок в финале обошёл всех своих соперников, в том числе на 0,14 секунды опередил ближайших преследователей из Румынии, и тем самым завоевал золотую олимпийскую медаль. Вскоре по окончании этих соревнований принял решение завершить карьеру профессионального спортсмена.
За выдающиеся спортивные достижения введён в Канадский олимпийский зал славы (1994).
Впоследствии проявил себя как успешный тренер по академической гребле, возглавлял гребную команду Корнеллского университета, работал тренером в сборных Канады и Швейцарии, в частности занимался подготовкой соотечественников Дейва Колдера и Скотта Франдсена, ставших серебряными призёрами на Олимпиаде 2008 года в Пекине.